# Leipojärvi
Leipojärvi är en småort i Gällivare distrikt (Gällivare socken) i Gällivare kommun. Orten är belägen vid sjön Ala-Leipojärvi och ligger 26 kilometer sydost om Gällivare, nära vägskälet där Länsväg 394 utgår från E10. Den första människan som byggde hus i Leipojärvi hette Bengtsson och kom från Svappavaara på 1810-talet.

## Befolkningsutveckling
| Befolkningsutvecklingen i Leipojärvi 1990–2015 | Befolkningsutvecklingen i Leipojärvi 1990–2015 | Befolkningsutvecklingen i Leipojärvi 1990–2015 | Befolkningsutvecklingen i Leipojärvi 1990–2015 | Befolkningsutvecklingen i Leipojärvi 1990–2015 |
| ---------------------------------------------- | ---------------------------------------------- | ---------------------------------------------- | ---------------------------------------------- | ---------------------------------------------- |
|                                                |                                                |                                                |                                                |                                                |
| År                                             |                                                |                                                | Folkmängd                                      | Areal (ha)                                     |
| 1990                                           | 1990                                           |                                                | 117                                            | 26#                                            |
| 1995                                           | 1995                                           |                                                | 125                                            | 33#                                            |
| 2000                                           | 2000                                           |                                                | 109                                            | 33#                                            |
| 2005                                           | 2005                                           |                                                | 107                                            | 33#                                            |
| 2010                                           | 2010                                           |                                                | 113                                            | 36#                                            |
| 2015                                           | 2015                                           |                                                | 85                                             | 21#                                            |
| Anm.: # Som småort.                            |                                                |                                                |                                                |                                                |

På grund av förändrat dataunderlag hos Statistiska centralbyrån så är småortsavgränsningarna 1990 och 1995 inte jämförbara. Befolkningen den 31 december 1990 var 122 invånare inom det område som småorten omfattade 1995.